# Antigua catedral de San Pablo
La antigua catedral de San Pablo (inglés: Old St Paul's Cathedral) fue la catedral gótica de la City de Londres, Inglaterra, construida entre 1087 y 1314. La catedral fue la tercera iglesia más larga de Europa y tuvo una de las agujas más altas. Originalmente un templo católico hasta la reforma anglicana, fue destruida en el Gran Incendio de Londres de 1666, y en su lugar se erigió la actual catedral de San Pablo, construida en estilo barroco inglés por el arquitecto Christopher Wren.

## Construcción

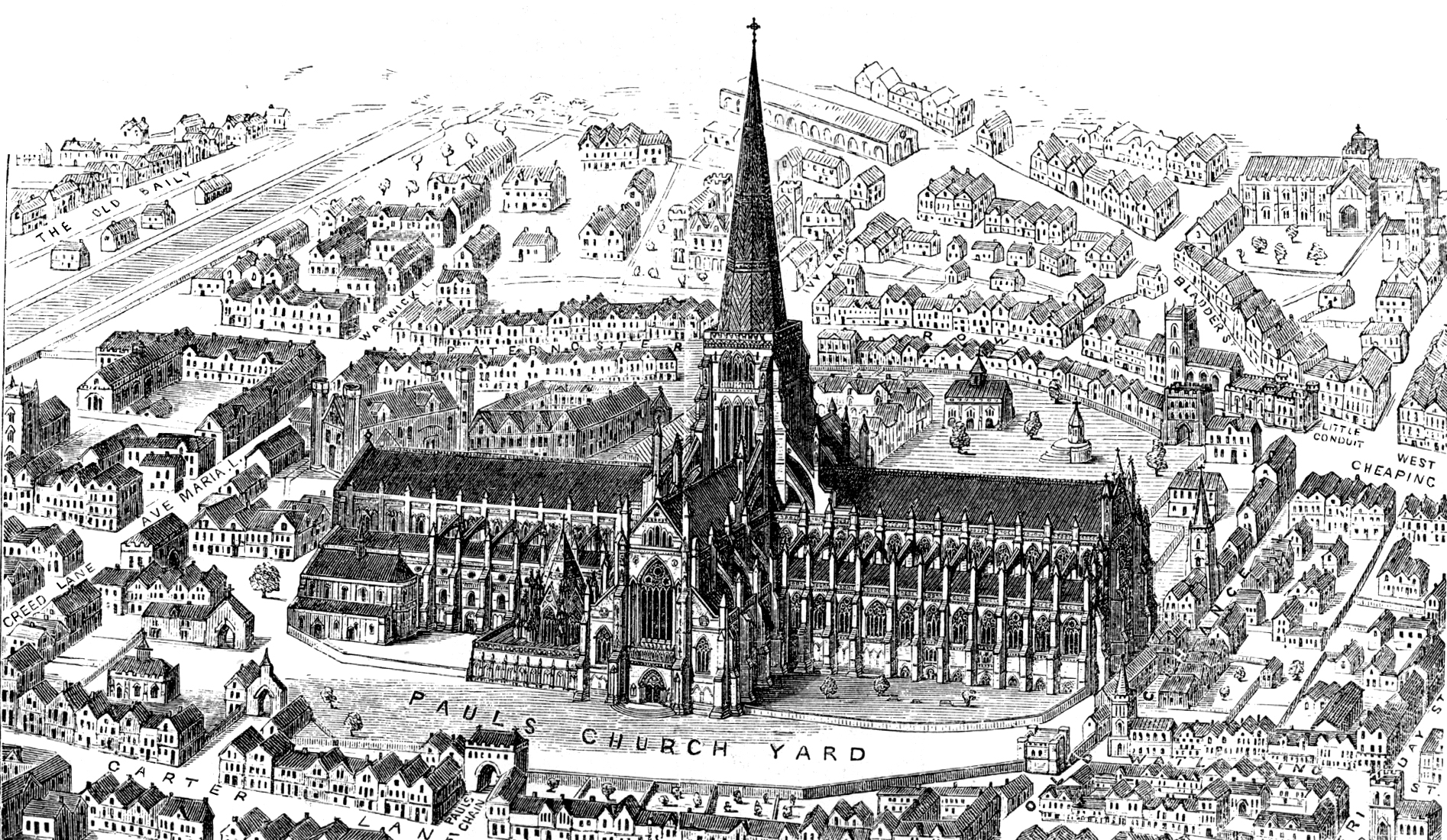
Grabado anterior a 1561 representando la catedral con su aguja intacta

La catedral fue la cuarta iglesia que se levantaba en Ludgate Hill dedicada a san Pablo, y su construcción fue empezada por los normandos franceses después del devastador incendio de 1087 —detallado en la Crónica anglosajona— que destruyó la mayor parte de la ciudad y la anterior iglesia. Las obras duraron más de 200 años y la construcción sufrió los efectos de otro incendio en 1136. Las paredes fueron hechas de piedra, pero el techo fue construido de madera, una vez más, debido a que un techo de piedra habría sido demasiado pesado; esta decisión acabaría siendo fatídica para el destino del templo. La iglesia se terminó en 1240, pero un cambio de idea hizo que se empezaran unas obras de ampliación en 1256. Esta nueva fase se completó en 1314, aunque la catedral fue consagrada en 1300. En aquel momento era la tercera iglesia más larga de Europa.
Las excavaciones realizadas en 1878 por Francis Penrose mostraron que la catedral tenía 179 metros de largo (sin tener en cuenta el pórtico añadido posteriormente por Íñigo Jones) y 30 metros de ancho (91 metros en la parte del crucero y transepto). La catedral tenía una de las agujas más altas de Europa, cuya altura se ha considerado tradicionalmente de 149 metros, sin embargo, Christopher Wren consideraba esta cifra exagerada y dio una altura de 140 metros. Para poder comparar, la actual catedral mide 175 metros de longitud, incluyendo el pórtico, y 75 metros de ancho en la parte del transepto.

## Interior

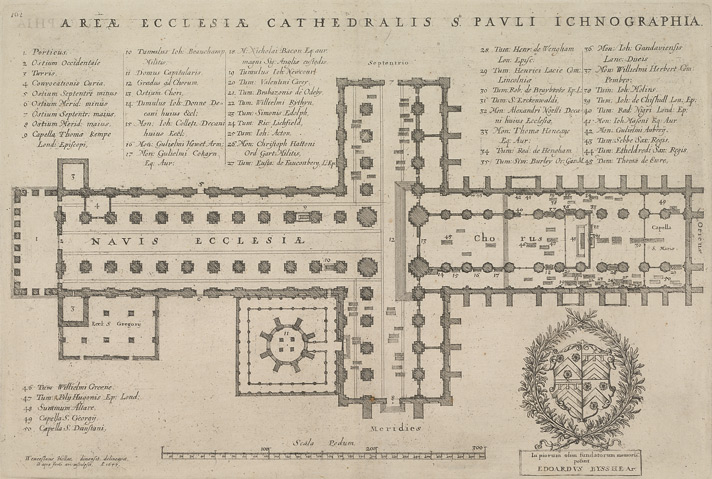
Plano de la catedral de 1658

El interior medieval de la catedral fue renovado para dotarla de una mayor belleza. William Benham escribió en 1902: «No tenía rival en Inglaterra, si acaso, en Europa». La gran longitud de la nave era particularmente notable, con un triforio normando y el techo abovedado. Su gran longitud le hizo valerse el sobrenombre de Paul's walk o «Paseo de Pablo». Las vidrieras se ganaron la fama de ser las mejores del país y el rosetón del extremo oriental era particularmente exquisito. Es más, en «El cuento del molinero» —que forma parte de Cuentos de Canterbury— Geoffrey Chaucer usó las ventanas de la catedral como una metáfora.
Los muros estaban cubiertos con las tumbas de obispos y nobles medievales. En su interior fueron enterrados dos reyes anglosajones, Sebbi el Santo, rey de Essex, y Etelredo II el Indeciso. En su interior se construyeron grandes monumentos, como los de Juan de Gante o John Beauchamp, barón de Somerset. Posteriormente también fueron enterrados el poeta y pastor protestante John Donne y el político Nicholas Bacon.

## Deterioro

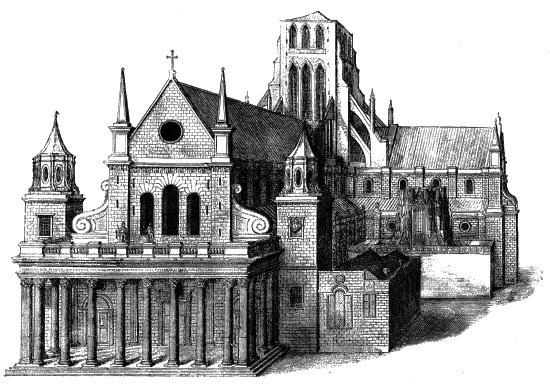
Fachada oeste con el pórtico de estilo clásico añadido por Íñigo Jones entre 1630 y 1666

El edificio se fue deteriorando durante el siglo XVI. Bajo los reinados de Enrique VIII y Eduardo VI de Inglaterra, la disolución de los monasterios y las leyes de capellanías llevaron a la destrucción de la ornamentación interior del templo y de los claustros, osarios, capillas, santuarios, capellanías y otros edificios en el terreno del templo. Muchos de estos antiguos edificios religiosos en los terrenos de la catedral de San Pablo fueron embargados por la Corona y posteriormente vendidos para el establecimiento de negocios o puestos en alquiler, especialmente a impresores y libreros, como Thomas Adams, quienes normalmente eran protestantes evangélicos. A menudo, los edificios que estaban arrasados se usaron para obtener materiales de construcción para proyectos como el palacio del Lord Protector en la ciudad, Somerset House.
La muchedumbre se congregaba en la esquina noreste del terreno de la iglesia, lugar conocido como St Paul's Cross o «Cruz de San Pablo», donde se llevaban a cabo predicaciones al aire libre. Fue allí, en el Cross Yard, donde en 1549 los predicadores radicales protestantes incitaron a la turba a destruir la mayor parte de los ornamentos del interior de la catedral, que destruyó el altar y saqueó las tumbas y los tapices. En 1561, la aguja de la catedral fue destruida por un rayo y no fue reemplazada; este suceso fue interpretado tanto por los protestantes como por los católicos como un signo del descontento de Dios hacia las acciones de la facción contraria. La reina Isabel I de Inglaterra contribuyó al pago del costo de las reparaciones.
El primer arquitecto clásico de Inglaterra, Íñigo Jones, fue el encargado de una restauración en los años 1630; añadió el frontal occidental de la catedral y la nave y el transepto fueron restaurados con piedra de Pórtland. Sin embargo, durante la Revolución inglesa las fuerzas parlamentaristas deterioraron y causaron daños en el edificio, cuando los viejos documentos y cartas fueron expoliadas y destruidas y la zona del altar fue usada como establo para los caballos, la nave como mercado y el transepto como calle. En 1662, Carlos II de Inglaterra expulsó a los mercaderes de la catedral y planeó devolverla a su estado anterior. Para ello, en 1663 una Comisión Real examinó el estado del templo y se le encargó a Christopher Wren un plan para restaurar la catedral; el plan de Wren fue aceptado en 1666, apenas una semana antes de que se produjera el Gran Incendio de Londres, e incluía la construcción de una cúpula en el lugar donde anteriormente estuvo la aguja.

## El gran incendio

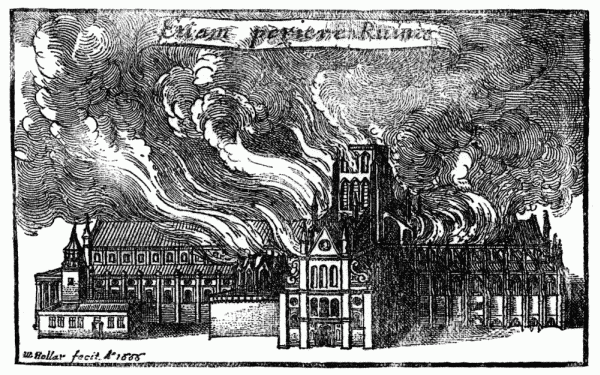
La antigua catedral de San Pablo en llamas durante el Gran Incendio de Londres de 1666

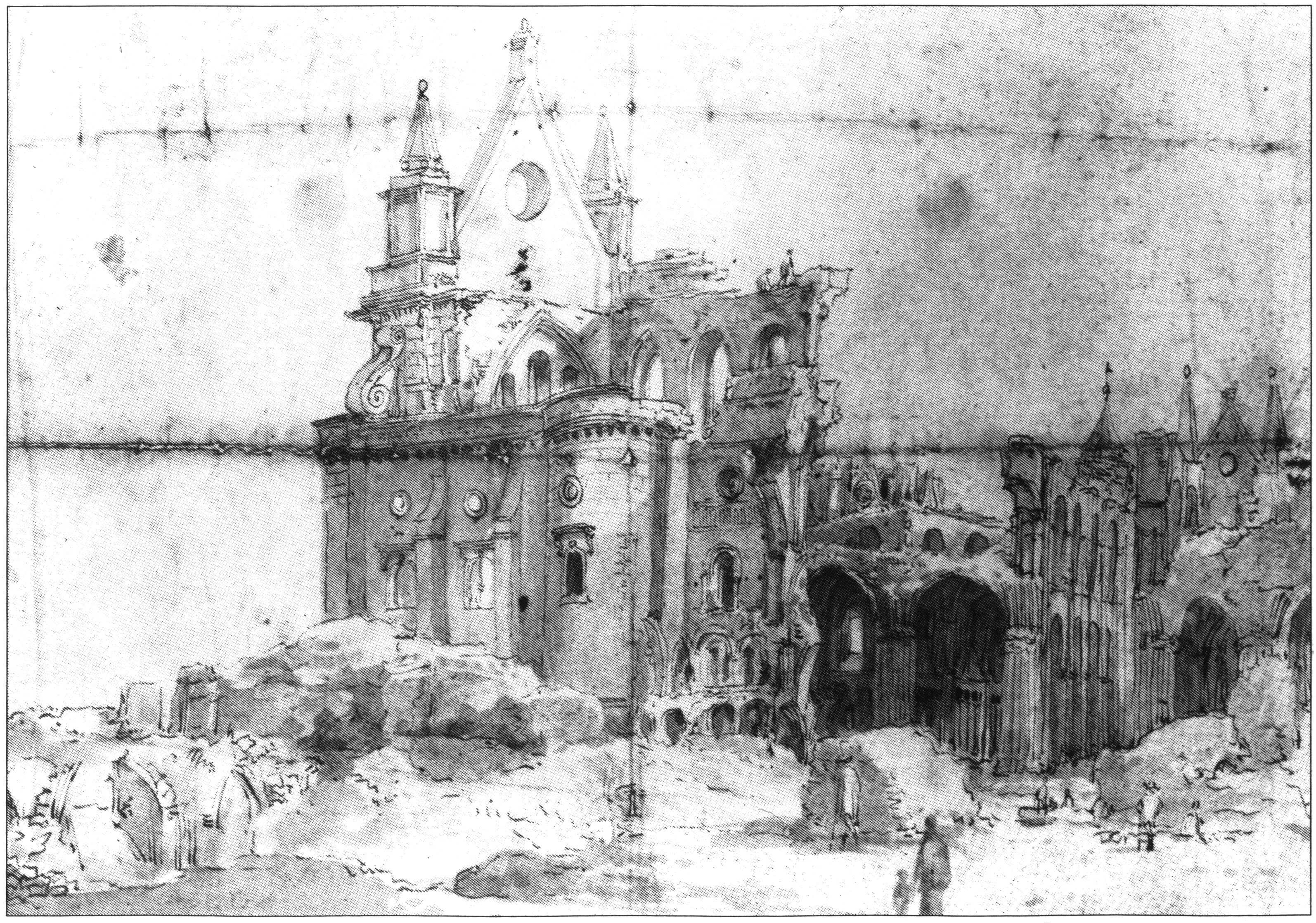
Dibujo de Thomas Wyck (c. 1673) que muestra los restos de la catedral tras el incendio

En 1666 se produjo lo que se conoce como Gran Incendio de Londres. El incendio empezó el domingo 2 de septiembre y en un principio se creyó que el interior de la catedral era un lugar seguro y allí se llevaron mercancías e incluso los libros y materiales de los libreros de Paternoster Row. Sin embargo, en la mañana del martes 4 de septiembre el techo empezó a arder, y al caer sobre los materiales almacenados, estos ardieron sirviendo de combustible. El interior de la catedral, así como el tejado y gran parte de la mampostería quedó destruido. Samuel Pepys recordó el edificio en llamas en su diario:

Up by five o'clock, and blessed be God! find all well, and by water to Paul's Wharf. Walked thence and saw all the town burned, and a miserable sight of Paul's Church, with all the roof fallen, and the body of the choir fallen into St. Faith's; Paul's School also, Ludgate, and Fleet Street.
En pie a las cinco en punto y, ¡bendito sea Dios! lo encuentro todo en su lugar, y voy a por agua a Paul's Wharf. Caminé hasta allá y vi toda la ciudad quemada, y una vista lamentable de la Iglesia de San Pablo, con todo el tejado derrumbado, y el cuerpo del coro caído en [la iglesia de] St. Faith; así como en Paul's School, Ludgate y la calle Fleet.
Samuel Pepys, Diario

Se llevaron a cabo reparaciones temporales en el edificio, pero aunque la catedral podría haberse salvado con una reconstrucción casi completa, en vez de eso se tomó la decisión de construir una nueva catedral en un estilo moderno, una decisión que había sido contemplada incluso antes del incendio. Tras el nombramiento de Christopher Wren como «Supervisor de las Obras del Rey», comenzó la demolición de los restos de la vieja catedral. Inicialmente, Wren utilizó la nueva técnica que empleaba pólvora para derribar los muros que quedaban en pie. Como muchas técnicas experimentales, el uso de pólvora no era fácil de controlar y los residentes cercanos se quejaron del ruido y desperfectos causados. Finalmente, Wren recurrió a usar un ariete en lugar de pólvora. Las obras de construcción de la nueva catedral empezaron en junio de 1675.

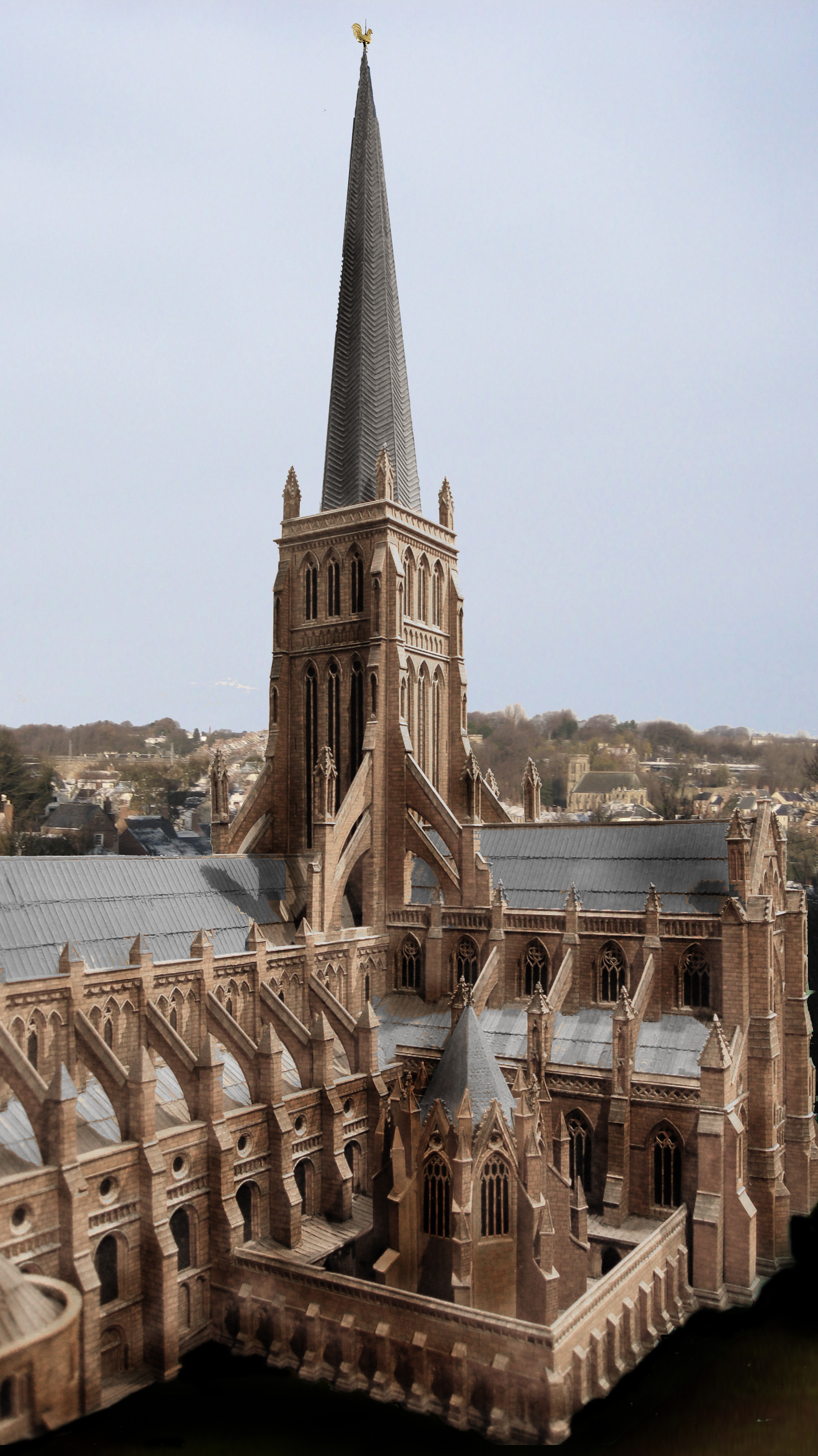
Reconstrucción digital basada en una maqueta en el Museo de Londres (en el fondo se ve la ciudad moderna).